# Ришелье. Мантия и кровь
«Ришелье, мантия и кровь» (фр. Richelieu, la pourpre et le sang — «Ришельё, пурпур и кровь») — телефильм режиссёра Анри Эльмана, вышедший на экраны 11 марта 2014 на France 3.

## Сюжет
В основе сюжета история последнего заговора против кардинала Ришелье (Ришельё), возглавленного фаворитом Людовика XIII маркизом де Сен-Маром. Этот исторический эпизод широко известен благодаря роману Альфреда де Виньи «Сен-Мар, или Заговор времён Людовика XIII», а в кинематографе до этого экранизировался четырежды: в одном из эпизодов телевизионной программы «Камера исследует время» («Заговор Сен-Мара», 1962), в фильме Абеля Ганса «Сирано и д'Артаньян» (1964), телесериале «Ришельё» (1977) и телефильме Поля Блена «Сен-Мар» (1981).
1640 год. Молодой и честолюбивый Анри д’Эфья, маркиз де Сен-Мар, прибывает ко двору в Париж. Благодаря протекции кардинала Ришелье юноша становится приближенным короля, и, войдя в фавор, получает все новые милости, включая должность распорядителя гардероба короля и весьма престижный чин великого конюшего. Планы первого министра использовать Сен-Мара как шпиона и агента влияния терпят крах, когда маркиз влюбляется в принцессу Марию Луизу Гонзага и оказывается втянут в интриги заговорщиков, намеревающихся свергнуть его покровителя.
Ришелье не даёт разрешения на брак с принцессой, принадлежащей к числу его врагов. Это вынуждает Сен-Мара присоединиться к очередному заговору Гастона Орлеанского и дать письменное обязательство испанцам. Кардинал угрозами заставляет Анну Австрийскую выдать список участников комплота, а трусливый и всегда всех предающий Гастон на первом же допросе называет имя Сен-Мара и пытается свалить на него всю вину.
Великий конюший обречён, и даже глубоко привязанный к нему монарх не в силах ничего изменить.

## В ролях
- Жак Перрен — кардинал Ришелье
- Пьер Буланже — маркиз де Сен-Мар
- Стефан Герен-Тийе — Людовик XIII
- Элен Сёзаре — Мария Луиза Гонзага
- Сесиль Буа — Анна Австрийская
- Ингрид Доннадьё — Мари де Отфор
- Паскаль Эльсо — аббат Буаробер
- Жан Дель — граф де Шавиньи
- Жан-Марк Кудер — Гастон Орлеанский
- Матюрен Вольтц — Франсуа-Огюст де Ту
- Гаэль Бона — мадемуазель де Шемеро
- Эрик Буньон — виконт де Фонтрай
- Микаэль Вандер-Мейрен — Рошфор
- Пьер Крёпфлен — Пьер Сегье
- Ролан Копе — Жан-Жак Олье
- Эрик Пюшё — д'Артаньян
- Фред Кнейп — Теофраст Ренодо
- Паскаль Салон — Пьер Корнель
- Янник Дебен — Ла-Шене
- Мишель Карльес — Тревиль

## Места съемок
Съемки проводились преимущественно в Аквитании, в департаментах Жиронда (замки Роктайяд и Вейр) и Дордонь (замки Бенак, Фейрак, Бурдей, Отфор, Жюмильяк, Пюимартен, в аббатстве Кадуэн и владении Гиссон в Сарла, а также в Тремола (финальная сцена — барки на Дордони), при поддержке региона Аквитания и генерального совета Дордони.

## Критика
Критики отметили некоторую театральность образа Ришелье в исполнении Жака Перрена, уже исполнявшего главную роль в предыдущей исторической постановке Эльмана «Людовик XI, расколотая власть». По мнению обозревателя еженедельника Télérama, диалоги фильма достойны исторического или политического трактата, а сцены часто по театральному «драматичны». Пьер Буланже, играющий фактически главную роль, обладает внешностью юного премьера и большой пылкостью исполнителя, но не всегда оказывается на высоте.
Другие полагают, что историческая строгость в сочетании с развлекательностью и динамизмом действия являются достоинствами фильма. Особо отмечают заботу о костюмах, декорациях и антураже, а также прекрасную работу оператора Бернара Малези. Интересна трактовка образа Людовика XIII в исполнении Стефана Герен-Тийе, избегающая прямых намеков на гомосексуальную подоплеку его страстной привязанности к Сен-Мару.